# Strategic Air Command (película)
Acorazados del aire (titulada originalmente en inglés Strategic Air Command) es una película del año 1955, dirigida por Anthony Mann y protagonizada por James Stewart, June Allyson, Frank Lovejoy y Barry Sullivan. La película tiene un guion de Valentine Davies y Beirne Lay Jr., basado en la historia de este último. La producción corrió a cargo de Paramount Pictures.
Trata sobre un piloto militar en la reserva que debe volver al servicio activo. Durante su retiro se dedicó al béisbol profesional y la idea de volver a pilotar no le atrae. Sin embargo, pilotar el enorme B-36 y el nuevo B-47 le harán replantearse su futuro en la Fuerza Aérea, lo cual traerá problemas a su matrimonio.